# Die Poggenpuhls (Film)
Die Poggenpuhls ist ein Fernsehfilm des Fernsehens der DDR von Karin Hercher aus dem Jahr 1984, nach dem gleichnamigen Roman von Theodor Fontane aus dem Jahr 1886.

## Handlung
Besser als in dem Artikel über den Roman Die Poggenpuhls kann man den Inhalt des Films nicht beschreiben.
Am Schluss des Films sitzen Frau Majorin von Poggenpuhl und ihre Tochter Therese allein in ihrer Wohnung und trinken Tee.

## Produktion
Das Szenarium stammt von Anne Habeck und die Dramaturgie lag in den Händen von Albrecht Börner.
Die Erstausstrahlung, des in Farbe geschaffenen Films, erfolgte am 23. Mai 1984 im 1. Programm des Fernsehens der DDR.

## Kritik
Die Kritik von Mimosa Künzel in der Neuen Zeit legt sich fest:

„Trotz sparsamer Vorlage gelang Szenaristin Anne Habeck und ihrem Dramaturgen Dr. Albrecht Börnef eine umfassende Aussage, und Karin Hercher inszenierte sie mit Akribie, delikat beschaulich, schildert genau die Art des Miteinander-Umgehens, die Gepflogenheiten des Adels bis ins Detail. Sie läßt betont verhalten, ja bedächtig spielen, hat das Ensemble bestens ausgewählt und behutsam aufeinander abgestimmt.“

In der Berliner Zeitung beginnt Angelika Rätzke ihre Kritik mit einem Vorwort an die Skeptiker:

„Auch die knappe, beinahe schmucklose Geschichte der ‚Poggenpuhls‘ ließ sich in Bildern erzählen, ohne dabei aus den Fugen zu geraten.“